# Les Compagnons de l'aventure : Michel
Les Compagnons de l'aventure : Michel est une série télévisée française créée par Pascale Breugnot et diffusée à partir du 22 décembre 1989 dans L'École buissonnière sur TF1. Elle a été rediffusée dans le Club Dorothée dans les années 1990.
Il s'agit de l'adaptation de la série littéraire Michel parue chez Hachette dans la collection Bibliothèque verte.

## Distribution
- Fabrice Josso : Michel
- Arthur Nauzyciel
- François Rocquelin

## Épisodes
1. Michel connaît la musique
2. Michel et les deux larrons
3. Michel et le trésor perdu (partie 1)
4. Michel et le trésor perdu (partie 2)
5. Michel et la preuve par sept (partie 1) diffusé le 29 décembre 1989 sur TF1
6. Michel et la preuve par sept (partie 2) diffusé le 29 décembre 1989 sur TF1
7. Michel et les casseurs (partie 1)
8. Michel et les casseurs (partie 2)
9. Michel mène l'enquête